# NGC 1055
NGC 1055 é uma galáxia espiral barrada (SBb) localizada na direcção da constelação de Cetus. Possui uma declinação de +00° 26' 34" e uma ascensão recta de 2 horas, 41 minutos e 45,3 segundos.
A galáxia NGC 1055 foi descoberta em 18 de Dezembro de 1783 por William Herschel.